# 체스터필드 제도

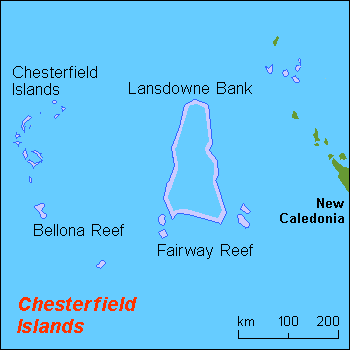

체스터필드 제도(프랑스어: Îles Chesterfield)는 프랑스령 누벨칼레도니 군도에서 뉴칼레도니아의 북동쪽 약 550km 떨어진 산호해에 있는 제도이다.